# ジョン・クロウフォード (工学者)
ジョン・H・クロウフォード（John H. Crawford）は、アメリカ合衆国の計算機科学者である。
1977年にインテルに入社した。インテルでの長いキャリアの中で、彼はIntel 80386・Intel 80486のチーフアーキテクトを務めた。また、Intel Pentium(P5)ファミリーの設計を共同で管理していた。1995年にエッカート・モークリー賞、1997年にIEEEからエルンスト・ヴェーバー工学リーダーシップ賞を受賞した。2013年にインテルを退職した。2014年には、業界標準のマイクロプロセッサ・アーキテクチャに関する研究に対して、コンピュータ歴史博物館フェローに認定された。

## 著書
- Crawford, John H.; Gelsinger, Patrick P. (1987). Programming the 80386. Sybex Inc. ISBN 0-89588-381-3. LCCN 87-61199